# 埼玉県道263号弁財深谷線

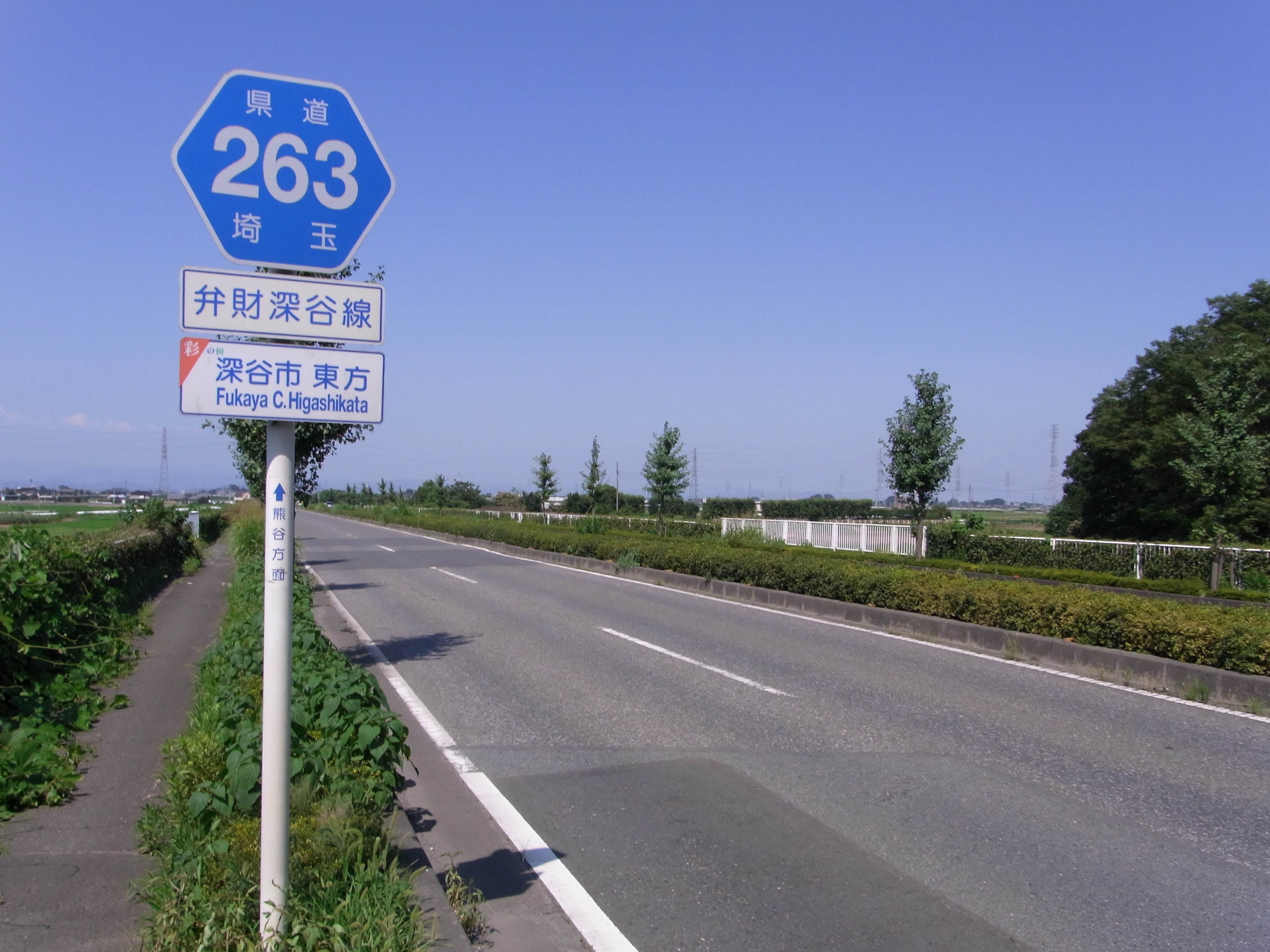
埼玉県深谷市東方より熊谷方面を見る

埼玉県道263号弁財深谷線（さいたまけんどう263ごう べんざいふかやせん）は、埼玉県熊谷市弁財と深谷市を結ぶ県道である。
道幅はほぼ全線と言ってよいほど狭路であるが、暫定4車線の道路となっている区間も存在する。また、終点付近の、深谷市東方町二丁目交差点以西の区間は旧中山道である。　

## 路線概要
- 起点：埼玉県熊谷市弁財（埼玉県道59号羽生妻沼線交点）
- 終点：埼玉県深谷市原郷交差点（国道17号現道交点）
- 総延長：

## 通過する自治体
- 埼玉県
  - 熊谷市 - 深谷市

## 接続路線
- 埼玉県道59号羽生妻沼線（熊谷市弁財）
- 埼玉県道303号弥藤吾行田線（熊谷市上須戸）重複区間
- 群馬県道・埼玉県道341号太田熊谷線（熊谷市西野、西野（東））
- 国道407号（熊谷市西野、西野）
- 埼玉県道・群馬県道276号新堀尾島線（熊谷市下増田、下増田（北））
- 国道17号上武道路（深谷市本田ケ谷、本田ケ谷）
- 国道17号深谷バイパス（深谷市上増田、上増田）
- 埼玉県道264号原郷熊谷線（深谷市東方町2丁目、東方・原郷境目交点）
- 国道17号現道（深谷市原郷交差点）

## 沿線
- 薬王寺
- 慈眼寺
- 埼玉県熊谷食肉衛生検査センター
- 東京電力パワーグリッド北熊谷変電所
- 観音寺
- 深谷警察署東方交番
- 深谷市立幡羅中学校
- 深谷市立常盤小学校
- 埼玉県立深谷第一高等学校